# Nigerianische Volleyballnationalmannschaft der Frauen
Die nigerianische Volleyballnationalmannschaft der Frauen ist eine Auswahl der besten nigerianischen Spielerinnen, die die Nigerian Volleyball Federation bei internationalen Turnieren und Länderspielen repräsentiert.

## Geschichte

### Weltmeisterschaften
Bei der bislang einzigen Teilnahme an einer Volleyball-Weltmeisterschaft belegte Nigeria 1982 den 23. Platz.

### Olympische Spiele
Nigeria konnte sich noch nie für Olympische Spiele qualifizieren.

### Afrikameisterschaften
1993 nahm die nigerianischen Frauen als Gastgeber erstmals an der Volleyball-Afrikameisterschaft teil und wurden Dritter. Bei den nächsten beiden Turnieren mussten sie sich nur Kenia geschlagen geben. Als das Turnier 1999 erneut im eigenen Land stattfand, belegten sie zum zweiten Mal den dritten Rang. Zwei Jahre später wurden sie Zweiter hinter den Seychellen. Nach dem verpassten Turnier 2003 gab es 2005 die dritte Niederlage gegen Kenia.

### World Cup
Nigeria waren an den bisherigen Turnieren des World Cup nicht beteiligt.

### World Grand Prix
Der World Grand Prix fand bisher ohne nigerianische Beteiligung statt.